# ماري إليزابيث كولريدج
ماري إليزابيث كولريدج (بالإنجليزية: Mary Elizabeth Coleridge)‏ (23 سبتمبر 1861، لندن في المملكة المتحدة - 25 أغسطس 1907)؛ كاتِبة، شاعرة وروائية بريطانية.

## روابط خارجية
- ماري إليزابيث كولريدج على موقع ميوزك برينز (الإنجليزية)